# Saint-Vallier (Quebec)
| Saint-Vallier                 |                        |
| Saint-Vallier, Québec.jpg     |                        |
| Coordenadas: 46º53'N, 70º49'W |                        |
| Província                     | Quebec                 |
| Região administrativa         | Chaudière-Appalaches   |
| Incorporado em                | 10 de março de 1993    |
| Prefeito                      | Jean Lemieux           |
| Código postal                 | 19117                  |
|                               |                        |
| Área                          |                        |
| - Cidade                      | 42,24 km², 16,9 mi²    |
| Fuso horário                  | UTC -5                 |
| População (2006)              |                        |
| - Cidade                      | 1.078                  |
| - Densidade                   | 26 hab/km², 64 hab/mi² |

Saint-Vallierl é uma municipalidade canadense do conselho  municipal regional de Bellechasse, Quebec, localizada na região administrativa de Chaudière-Appalaches. Em sua área de pouco mais de 42 km, habitam cerca de mil pessoas.Tendo sido nomeada em homenagen de Vallier de Langres mártir do século IV.